# Леопард 2
 Тази статия е за танка.  За животното вижте леопард.  
Leopard 2 е германски основен боен танк от трето поколение, разработен от Krauss-Maffei в началото на 70-те като наследник на танка Leopard 1 от 60-те години. На служба в армията на ФРГ постъпва през 1979 г., а към 2014 г. е на въоръжение в 16 държави. Произведени са 3480 машини, 2125 от които към 1994 г. са принадлежали на Бундесвера. Взема участие в мироопазващите мисии на НАТО в Косово, Босна и Херцеговина и Афганистан.

## История на създаването
Още с въвеждането на въоръжение в Бундесвера на танка Leopard 1 през 1965 г. става ясно, че той отстъпва по огнева мощ и бронировка на новите разработки на СССР – Т-62, а по-късно и Т-64. Идеята да се монтира ново по-мощно 120-mm оръдие се изоставя като безперспективна и се преминава към проектирането на нов танк. Първоначалните разработки са плод на американско-германското споразумение за създаването на нов, общ за НАТО, танк – проектът MBT-70, който в немската версия е наричен Kampfpanzer 70 (KPz 70). Предвиждало се е да бъде въоръжен със 152-mm оръдие, да има двигател 1500 к.с. – Continental AVCR за американската версия или Daimler Benz, а по-късно MTU, за германската и маса до 45 t. В края на 60-те заради възникналите множество разногласия и набъбнал бюджет програмата е прекратена. Германците започват разработката на свой собствен проект на основата на MBT-70 със 120-mm оръдие, наречен Eber (Нерез). Успоредно с MBT-70 в средата на 60-те Порше получава задача да усъвършенства качествата на танка Leopard 1 – т.нар. програма Vergoldeter Leopard, която приключва през 1967 г. Все пак през 1969 г. са представени два прототипа. Алтернативната разработка е наречена Keiler (Глиган). Същата година германската страна взема решение да бъде прекратена работата по проектите MBT-70 и Eber и да започне разработката на нова машина на основата на Keiler. Работата по новия танк е взета под личния контрол на бъдещия канцлер на ФРГ – Хелмут Шмит – по това време министър на отбраната.
През 1970 г. фирмата, произвеждаща Leopard 1 – Krauss-Maffei, започва официално работата на нов танк, получил през 1971 г. името Leopard 2. В работата се включват и Порше – с общите проекти на конструкцията и ходовата част, Wegmann – куполата, MTU – двигателната част, AEG-Telefunken – системата за управление на огъня, Carl Zeiss – оптиката. Работи се успоредно по два варианта – Leopard 2K – с класическо въоръжение и Leopard 2FK – стрелящ с противотанкови ракети, но през 1971 г. работата по втория вариант е прекратена. До 1974 г. са построени 16 корпуса и 17 куполи, някои съоръжени с британското 105-мм оръдие L-7A3. Войната от Йом Кипур доказва силната уязвимост на танковете от управляемите противотанкови ракети, което води и до промяна в първоначалните планове за танка и усилване на бронировката му, която увеличава масата му – 50 t.
През февруари и май 1975 г. са извършени изпитания на прототипа в Северна Америка – на канадския армейски полигон Шило (CFB Shilo) и изпитателния полигон Юма в щата Аризона (Yuma Proving Ground). Доставените машини са били въоръжени със 105-мм британско нарезно оръдие L-7A3 – 2 танка, и новото 120-mm германско гладкостволно оръдие на Rheinmetall Rh-120 L44 – също 2 танка. Заключителните изпитания се провеждат през август-декември 1976 г. на полигона Абърдийн, щата Мериленд (Aberdeen Proving Ground). Съвместно се изпитват немският прототип, наречен Leopard 2 AV (Austere Version), и американският XM1. Двата танка показват, че притежават близки бойни качества, но в крайна сметка американците решават да развиват своя проект XM1, който става основата на бъдещия М1 Abrams, а германците – да продължат усъвършенстването на бъдещия си основен боен танк – Leopard 2. Германската страна окончателно се спира на 120-mm оръдие, докато американската избира да продължи със 105-mm оръдие – едва от версията M1A1 американските танкове са въоръжени със 120-mm оръдие. През януари 1977 г. е заявена предварителна серия от 3 корпуса и 2 куполи с усилена броня, които са доставени през 1978 г. През септември същата година министерството на отбраната на ФРГ поръчва 1800 танка за нуждите на Бундесвера, които трябва да бъдат доставени на пет транша. На 25 октомври 1979 г. първите танкове постъпват на служба в армията. На 2 март Холандия е първата държава след ФРГ, която поръчва Leopard 2 – 445 машини. В Германия танковете се произвеждат от Krauss-Maffei (от 1979 г. Krauss-Maffei Wegmann) и MaK (Maschinenbau Kiel).
През март 1982 г. се появява версията Leopard 2A1 с термовизорна камера за мерача, а през 1984 г. – Leopard 2A2 – модернизация на първата серия, на която се заменя инфрачервената система за нощно виждане с термовизионна камера. В края на същата година започва производството на Leopard 2A3 – снабден с дигитална радиостанция SEM 80/90. От 1985 г. вече се произвежда Leopard 2A4 – с увеличена защита на куполата, компютърна система за управление на огъня, както и нова автоматична противопожарна система.
Радикална промяна в дизайна на танка е направена с версията Leopard 2A5, представена през 1990 г., където основно е преработена куполата с наклонени челни бронирани листове. Бронята е подсилена и е вече с вградена динамична защита, а масата на танка нараства на 62,5 t.
Последната серийна модификация Leopard 2A6 от 2001 г. разполага с ново по-мощно, и по-дълго 120-mm оръдие – L55. Последните разработки на Krauss-Maffei Wegmann са представени през 2010 г. – версията Leopard 2A7+, специално модифицираният за водене на бой в градски условия Leopard 2 PSO, както и модификацията Leopard 2A4 Evolution (известен и като MBT Revolution).

## Описание на конструкцията

### Компоновка
Танкът следва класическата схема на предшественика си Leopard 1 – в предната част се намира отделението за управление, в средата е бойното отделение и в кърмовата част – моторно-трансмисионното отделение. Екипажът се състои от четирима души: командир, мерач, пълнач и механик-водач. В носовата част на корпуса се намира механик-водачът, като мястото му е изместено вдясно от центъра. Командирът на танка и мерачът са в бойното отделение отдясно на оръдието, а пълначът – отляво. Боекомплектът за оръдието е разположен в основно в предната част на корпуса отляво на механик-водача и в бойното отделение.

### Двигател и трансмисия
Двигателят е многогоривен четиритактов 12-цилиндров турбодизелов двигател с течно охлаждане MTU MB 873, достигащ мощност 1500 к.с. (1103 kW) при 2600 об./мин. Двигателят, трансмисията и обслужващите ги системи съставят един силов блок с маса 5,7 t. Тази конструкция улеснява замяната в полеви условия, където целият силов блок може да бъде подменен за по-малко от 20 минути. Пускането на двигателя се осъществява с помощта на електростартер, а в аварийни случаи – и с помощта на буксир. За пускане на двигателя при температури под -20 градуса е предвиден и предпусков подгревател. Горивото се съхранява в четири резервоара – два с общ обем 500 l в моторно-трансмисионното отделение и два отвън, над веригите, с общ обем 700 л. Разходът на гориво е около 270 l/100 km по шосе и около 500 l/100 km по пресечен терен. Танкът развива максимална скорост 72 km/h, като запасът от ход му е 450 km по шосе. Пробегът до капитален ремонт е установен на 10 000 km.
В танка е монтирана двупоточна хидромеханична трансмисия Renk HSWL 354, включваща еднореакторна комплексна хидропредавка с блокиращ фрикцион, планетна предавателна кутия и механизъм за завъртането от диференциален тип. Планетната предавателна кутия е с две степени на свобода и автоматическо превключване. В допълнителния привод на предавателно-завъртащия механизъм са установени хидрообемна придавка от аксиално-бутален тип и работеща паралелно с нея хидромуфа. За управление на завъртането се използва щурвал. Спирането се осъществява с помощта на хидродинамична спирачка и две дискови спирачки със сухо триене.
В танка е вградена система за диагностика на силовия блок и неговите системи. Предвидено е установяването на комплект, дублиращ управление на движението от командира, който освен това обезпечава дистанционно управление на танка с радиосигнал.
Верижната система има по седем гумирани опорни и по четири поддържащи ролки на всеки борд, направляващи колела с механизъм за опъване на веригата, водещи задни колела, вериги с гумено-металически шарнири. В ресорната система се използва индивидуално торсионно окачване с фрикционни амортизатори на първите три и последните две опорни ролки, както и хидравлични ресори. Веригата се състои от 82 трака Diehl 570F с гумирани улеи и сваляеми гумени възглавнички. При заледени пътища 18 от гумираните възглавнички могат да бъдат заменени с металически грайфери. Танкът може да преодолява водни прегради до 1,2 m без предварителна подготовка или до 4 m с помощта на шнорхел.

### Въоръжение
Основното въоръжение е 120-mm гладкостволно оръдие на Rheinmetall Rh-120 L44 (с дължина 44 калибъра – 5,28 m), монтирано на цапфи в куполата. Оръдието има топлозащитен кожух и ежектор, разположен ексцентрично към оста на цевния канал с цел увеличаване наклона на оръдието, а по дължината на цевта е изместен по-близко към затвора, в зоната на по-високо налягане на барутните газове. Цевта е разчетена на налягане 7100 kgf/cm2 и издържа не по-малко от 500 изстрела. Боекомплектът е от 42 снаряда, от които 27 са разположени в предната част на отделението за управление, отляво на механик-водача, а 15 – в брониран отсек в задната лява част на куполата. Отделението за снарядите в куполата е проектирано при попадение и взрив в него задните панели да могат да се отделят леко и ударната вълна да се насочи извън куполата. Първоначално се използват два типа боеприпаси, разработени от Rheinmetall: APFSDS-T, известни и като DM-23 KE (Kinetische Energy) – бронебойни снаряди от валфрамова сплав и HEAT-MP-T, известни като DM-12 MZ (Mehrzweck = многоцелеви) – кумулативно бризантни многоцелеви снаряди. От 1987 г. DM-23 са заменени с DM-33, а по-късно и от DM-53. Последната модификация на този тип боеприпаси е DM-63. От 2001 г. на модификацията Leopard 2A6 се монтира новото по-мощно и по-дълго оръдие Rh-120 L55 (55 калибъра – 6,6 m). За стрелба с него се използват снаряди тип DM-43 AI 120 mm KE, DM-53 120 mm LKE, 120 mm HE DM 11 и 120 mm PELE.
Допълнителното въоръжение включва две 7,62-mm картечници MG-3A1 – една сдвоена с оръдието и една, използвана от командира като зенитна. В холандските и сингапурските модификации картечниците са белгийски 7,62-mm FN MAG, а за швейцарските танкове – 7,5-mm MG 87. Боекомплектът на двете картечници общо е 4750 патрона. На версията Leopard 2A7+, както и на Leopard 2 PSO, е монтиран модул с дистанционно управление KMW FLW 200, който може да бъде съоръжен със 7,62-mm картечница MG 3A, 12,7-mm зенитна картечница Browning M2 или 40-mm гранатомет HK GMG.
Системата за управление на огъня, разработена от STN Atlas Electronik, включва основен прицел далекомер на мерача EMES 15, панорамен перископичен прибор за наблюдение на командира PERI-R17, спомагателен телескопичен прицел за мерача FERO-Z18, аналогов електронен балистически изчислител FLT2 на AEG-Telefunken с четири вградени балистически профила, двуплоскостен електрохидравличен стабилизатор на оръдието WNA-H22, електрическа система за синхронна връзка на прицела с оръдието.
Основният прицел на мерача EMES 15 e с интегриран лазерен далекомер и два режима на наблюдение – дневен и термовизионен. Полезрението е независимо стабилизирано в две плоскости. Диапазонът за измерване на разстоянието от лазерния далекомер е 200 – 9990 m с точност до 10 m. Като защита на очите на мерача от лазерно облъчване в оптическия канал на мерника е установен светофилтър. При режим на нощна стрелба натискането на бутон „Изстрел“ предизвиква сработване на щори, затварящи полезрението за изключване на ослепяването от собствения изстрел. Балистичен изчислител автоматично обработва информацията за разстоянието до целта, ъгловата ѝ скорост по вертикала и азимут, скорост и направление на вятъра, температурата на въздуха, атмосферното налягане, ъгълът на наклон на цапфите. Данните за температурата на заряда и износването на цевта се въвеждат ръчно от мерача. От версия 2A4 се монтира дигитален балистичен изчислител.
Управлението на огъня може да се води и от командира. Неговият прибор за наблюдение PERI-R17 на Carl Zeiss има независима двуплоскостна стабилизация и е свързан с основния мерник на мерача, което позволява на командира да използва лазерния далекомер, балистическия изчислител и нощния термовизионен канал. Снабден е със защитни слънчеви и противолазерни филтри. Модификацията PERI-R17A2, монтирана от версия Leopard 2A4, работи със собствен термовизор OPHELIOS-P. Тъй като в началото на производството термовизорната камера за прицел EMES 15 не е била в готовност за монтаж, първите 200 танка са съоръжени със система за нощно виждане с ниско ниво на излъчване PZB 200. Всички оптически уреди имат системи против обледяване и за очистване.

### Защита
Корпусът и куполата са изградени от заварени метални листове. Бронята е многослойна, композитна – горен и долен брониран слой и междинен пълнител. В горния лист на корпуса се намира люк за монтаж и демонтаж на пакетите за пълнителя. Защитата на бордовете е усилена с помощта на сваляеми многослойни противокумулативни екрани. От версия Leopard 2A5 се монтира допълнителна модулна броня с вградена динамична защита на куполата, корпуса и страничните екрани, като модулите могат бързо да бъдат подменяни в полеви условия. Версиите Leopard 2A4M и 2A6M имат допълнителна бронировка отдолу за защита от противотанкови мини. От версия 2A6 се монтира ново, трето поколение композитна броня, като е добавен и допълнителен вътрешен слой, редуциращ осколките (spall liner), а от 2A7+ и допълнителна пасивна броня по челните листове, корпуса и куполата, както и решетъчни екрани в задната част на корпуса. Канадските версии 2A6M CAN имат и допълнителни решетъчни екрани на бордовете и куполата. Във версията MBT Revolution от 2010 г. – модернизация на 2A4 се използва композитна броня от четвърто поколение – AMAP (Advanced Modular Armor Protection). От края 2021 г. започва и монтиране на система за активна защита Trophy на израелската фирма Rafael.
Танкът разполага с автоматична противопожарна система. Зад водача вдясно се намират 4 пожарогасителя с по 9 kg Халон, които се активират автоматично с датчици или термочуствителен кабел, ако температурата се повиши над 82 °C. Системата може да бъде активирана и ръчно от механик-водача. Още един пожарогасител с 2,5 kg Халон се намира на пода под оръдието.
От двете страни на куполата са монтирани по четири 76-mm гранатомета, изстрелващи димни гранати за създаване на димна завеса, прикриваща танка. В холандските модификации устройствата са по шест от всяка страна, а от модификацията MBT Revolution системата за изстрелване на гранати е усъвършенствана, като е намалена скоростта на изстрелване и увеличена площта на покритие от димната завеса.

## Модификации
- Leopard 2AV (Austere Version) – предсерийна версия, предназначена за полигонни изпитания в САЩ.
- Leopard 2A0 – първата версия, произвеждана от октомври 1979 до март 1982. Построени са общо 380 машини – 209 от Krauss Maffei и 171 от MaK.
- Leopard 2A0 [PZB-200] – тъй като до началото на производството на танка термовизионната камера към основния прицел на мерача EMES 15 не е готова, на първите 200 машини е монтирана старата система за нощно виждане PZB-200.Leopard 2A7+Leopard 2A1 – от тази версия се монтира термовизионна камера, свързана към основния прицел на мерача, преработени са външните горивни резервоари. Вторият транш от 450 машини е произвеждан от март 1982 до ноември 1983 г. – 248, построени от Krauss-Maffei и 202 от Mak. От тази модификация е и третият транш от 300 машини – 165 от Krauss-Maffei и 135 от MaK, произведени от ноември 1983 до ноември 1984.
- Leopard 2A2 – модернизация на танковете от първия транш, включваща замяна на системата за нощно виждане PZB-200 с термовизионна камера, както и други дребни промени, направени по машините от втори и трети транш.
- Leopard 2A3 – машините от четвъртия транш са снабдени с дигитална радиостанция SEM80/90. Построени са общо 300 бройки – 165 от Krauss-Maffei и 135 от Mak от декември 1984 до декември 1985 г.
- Leopard 2A4 – е най-масовата версия на танка. Построени са 695 танка между1985 и 1992 г., като в същото време останалите машини от предишните версии са усъвършенствани до ниво 2A4. Така докъм 1994 г. ФРГ разполага общо с 2125 Leopard 2A4. Холандия закупува още 445 танка, а Швейцария произвежда по лиценз 380 танка Panzer 87 Leopard (Pz 87). След 2000 г. част от германските и холандски танкове са продадени на приятелски държави по света. Версията се отличава с подобрена бронировка на куполата, дигитален балистичен изчислител, нови боеприпаси, нова автоматична противопожарна система. Танкът вече се боядисва с трицветна камуфлажна боя.
- Leopard 2A5 – модификацията е представена през 1990 г. и до 1998 г. 225 машини са модернизирани до версия 2А5. Значително е преработена куполата, добавена е вградена динамична защита, като модулите на бронята могат лесно да бъдат заменяни в полеви условия. Монтирани са нови противооткатни устройства, с оглед монтирането на по-мощно оръдие, добавена е усъвършенствана система за управление на огъня. Масата нараства на 62,5 t.
- Leopard 2A6 – танковете 2A5 са въоръжени с по-мощното и по-дълго оръдие Rh-120 L55, монтира се нова модулна композитна броня от трето поколение.
- Leopard 2A6 EX – подобрена версия на 2A6, снабдена с климатична инсталация.
- Leopard 2A6M – модификация на 2A6 с усилена защита срещу мини, модифицирана система за изстрелване на димни гранати, добавени са и гумени калобрани на предния брониран лист.Leopard 2 PSO
- Leopard 2A7 – на 10 декември 2014 г. 203 батальон в Мюнхен получава първите 20 танка от новата модификация[4]. Тя е на основата на нидерландските Leopard 2A6 NL. Оръдието е Rh-120 L55, като вече може да използва и новите подкалибрени снаряди DM63, както и програмируемите снаряди DM12.Защитата е с нов тип пасивна броня и противоминна защита на дъното на корпуса. Добавени са спомагателен захранващ двигател, позволяващ на всички електрически системи да работят при изключен главен двигател, климатична система за бойното отделение, нов люк за механик-водача. Командирът на танка е снабден с нов стабилизиран панорамен мерник с термовизор от трето поколение, лазерен далекомер и камера за зарядно устройство. Мерачът също разполага с термовизор от трето поколение. Масата му е 62,3 t.
- Leopard 2A7+ – представена е през юли 2010 г. Модификацията включва нова пасивна броня, увеличена защита на дъното срещу мини, решетеста броня в задната част на корпуса. През 2021 г. е сключено споразумение с израелската фирма Rafael за монтиране на система за активна защита Trophy. На купола се монтира модул с дистанционно управление KMW FLW 200, който позволява стрелба със 7,62-mm, 12,7-mm зенитна картечница Browning M2 или 40-mm гранатомет. В задната част на корпуса има инсталиран телефон за връзка на пехотата с екипажа на танка. Инсталирана е „командирска спирачка“ – позволяваща спирането на танка от командира. Механик-водачът разполага с термовизор за наблюдение за преден и заден ход. Допълнителна силова установка позволява захранването на системите, без да се включва основният двигател, което намалява разхода на гориво и топлинното излъчване от танка. Отпред може да се монтира булдозерно гребло. Масата достига 67,5 t.
- Leopard 2A7V – версията е представена през 2016 г. на изложението Eurosatory[5]. Буквата V е от немската дума verbessert – подобрен, а самото съкращение A7V е препратка към името на първия германски танк – A7V Sturmpanzerwagen от времето на Първата световна война. Основните подобрения са нова бронирана модулна система за челната плоча на корпуса и по-мощна допълнителна силова установка, от тази при модела A7. Разполага с интегрирана военна комуникационна система (Battlefield Management System), включваща взаимодействието на войски, разузнавателни средства и комуникационна техника. Оръдието може да изстрелва новите кумулативно-осколъчни програмируеми снаряди DM 11.
- Leopard 2 PSO – модификация на 2 A7+, специално разработена за мироопазващи операции (PSO – Peace Support Operations). Машината е с нов тип пасивна броня, като е повишена е защитата срещу крайпътни бомби, мини и РПГ, добавени са камери за близък обзор, дулото на оръдието е скъсено, отпред се монтира булдозерно гребло или минен трал. Танкът е с нов камуфлаж, специално пригоден за маскировка в градски условия.
- Leopard 2 RUAG – предложение за модификация на швейцарската фирма RUAG за швейцарските танкове Pz87 Leo (Leopard 2A4) от 2013 г. Модификацията включва нова модулна броня и нова система за управление на огъня.[6]
- Leopard 2A8 – най-новата засега версия е показана през май 2023 г. по време на международното изложение за отбрана IDET, проведено в Бърно, Чехия. Разработена е въз основа на версията на Leopard 2A7HU, предназначен за унгарската армия. Танкът е с подобрена многослойна композитна броня, допълнителна защита на горната част на куполата и дъното на корпуса, добавена е система за активна защита Trophy, разработена от израелската фирма Raphael и монтирана на танковете Merkava[7]. Двигателят е с мощност 1600 к.с. На 24 май 2023 г.германското правителство потвърди закупуването на 18 Leopard 2A8 за замяна на Leopard 2A6, дарени на Украйна с опция за допълнителна поръчка от 105 Leopard 2A8 танка. В изявление от 24 май 2023 г. чешкото министерство на отбраната обяви, че е упълномощило министъра на отбраната да преговаря за закупуването на 70 танка Leopard 2A8. На 21 февруари 2024 г. италианското правителство одобри покупката на 132 танка Leopard 2A8[8].
- Stridsvagn 121 – шведска версия на Leopard 2A4, оборудван с камуфлажна мрежа на Saab – Barracuda Mobile Camouflage SystemMBT Revolution (Leopard 2A4 Evolution) – силно модернизирана версия на Leopard 2A4. Основно е преработена бронировката, като се използва композитна броня от четвърто поколение – AMAP (Advanced Modular Armor Protection), разработена от германската компания IBD Deisenroth Engineering. Оръдието е версията на 2А4 – L44, монтира се нова подобрена система за управление на огъня, както и модул с дистанционно управление KMW FLW 200, позволяващ стрелба със 7,62-mm, 12,7-mm зенитна картечница Browning M2 или 40-mm гранатомет. Подобрена е системата за създаване на димна завеса – ROSY, изстрелваща гранати за под 0,6 s. Масата му е 60 t.[9]

### Модификации за държави клиенти
- Leopard 2A4 ES – машини, доставени на Испания, преди да започне сглобяването на испанска версия под лиценз.
- Leopard 2A4 GR – танкове, произведени за Гърция, преди да започне производството им под лиценз в Гърция.
- Leopard 2A4 NO – танкове 2А4NL, закупени от Холандия за норвежката армия.
- Leopard 2A4 OE – танкове 2А4NL, закупени от Холандия за австрийската армия.
- Leopard 2A4 PL – танкове 2А4 на Бундесвера, закупени за полската армия.
- Leopard 2A4M CAN – модифицирана версия на 2A4M с подобрена защита срещу мини, специално разработена за мироопазващата мисия в Афганистан на канадската армия.
- Leopard 2A4 CHL – модернизирана версия за Чили. Подобренията включват нови електроника, наблюдателни и информационни системи, по-мощно оръдие L55 както при версията 2A6, модул с дистанционно управление KMW FLW 200 за картечница или гранатомет.
- Leopard 2A4 DK – танкове 2А4 на Бундесвера, купени за датската армия от Германия и оборудвани с датски радиостанции.
- Leopard 2A4 FIN – танкове 2А4 на Бундесвера, купени за финландската армия. Оборудвани са с радиостанции Tadrin VRC-959.
- Leopard 2A4 NL – модификация за Холандия. Оригиналните MG 3A картечници са заменени с белгийски – 7,62-mm FN MAG. Радиостанцията е Philips, димовите гранати са холандски – по 6 от двете страни на куполата.
- Leopard 2RI на индонезийската армия – модификация на основата на MBT RevolutionLeopard 2 RI – модификация 2А4 за Индонезия. Танкът е модернизиран с елементи от MBT Revolution, като е добавена климатична инсталация и усилена противооткатна система.[10]
- Leopard 2A4 S – вариант на 2А4, изнасян за Швеция, където е известен като Stridsvagen 121.
- Leopard 2A4 TR – модификация на германски 2А4, доставени на Турция през 2005 г. Отличават се с усилени въздушни филтри, приходени за силно запрашените терени в Турция[11].
- Leopard 2A5 DK – модификация за датската армия, с бронировка със степен на защита до версия 2A6, но с оръдие L44.
- Leopard 2A5 NL – модифицирана версия на Leopard 2А4 NL.
- Leopard 2A6 E – версия на 2А6 с увеличена бронировка, използвана от Испания.
- Leopard 2A6 HEL (HEL – Hellenic) – лицензна версия на 2А6EX, поръчана за гръцката армия на солунската фирма ELVO (Elliniki Viomihania Ohimaton).
- Leopard 2A6M CAN – канадска версия на 2A6M с подсилена защита срещу мини, крайпътни бомби и РПГ.
- Leopard 2A6 NL – холандски модернизирани танкове Leopard 2A5 NL.
- Leopard 2A7+ HU – модификация на последната засега серийна версия Leopard 2A7+ за армията на Унгария.
- Leopard 2 NG (Next Generation) или Leopard 2 T – вариант за модернизация на турските танкове Leopard 2A4 от турската фирма Aselsan, включващ обновена система за управление на огъня и оптика, нова бронировка, но за разлика от версия 2А6 ще остане старото по-късо оръдие L44.[12]
- Leopard 2 PL – вариант за модернизация на танковете Leopard 2A4 и A5 на полската армия, който ще се извършва съвместно от Krauss-Maffei Wegmann и полската ZM Bumar-Łabędy SA.
- Сингапурски Leopard 2 SG с AMAP броняLeopard 2 SG – версия, изнасяна за Сингапур – Leopard 2A4, модернизирана с композитна броня AMAP от IBD Deisenroth Engineering и ST Kinetics и оборудвана с белгийски картечници 7,62-mm FN MAG.
- Leopardo 2 E – испанска модернизация на танковете 2A4 до ниво 2А6, осъществена от испанската фирма Santa Bárbara Sistemas.
Pz 87 Leo – швейцарска лицензна версия на Leopard 2A4Panzer 87 (Pz 87 Leo) – лицензен вариант на 2А4, произвеждан от швейцарската фирма RUAG Land Systems. През 1984 г. Швейцария поръчва 380 танка Leopard 2. Първите 35 са доставени директно от германската страна, останалите са построени под лиценз в Швейцария. Машините са оборудвани с швейцарски радиостанции и картечници – 7,5-mm MG 87 (танкова версия на MG 51). Обтегачите на веригите са хидравлични, подобрена е защитата срещу оръжия за масово поразяване.
- Stridsvagen 121 – версия 2А4, доставена на шведската армия. Танковете (както и Stridsvagen 122) допълнително са оборудвани и с намаляваща топлинното излъчване камуфлажна мрежа на Saab – Barracuda Mobile Camouflage System.
- Stridsvagen 122 – лицензна версия на Leopard 2A5, произвеждана за Швеция от фирмата BAE Systems AB. Пригоден е за водене на бойни действия в северни условия – гористи местности и градска среда. Отличава се с подобрена композитна броня – MEXAS, и нова система за управление на огъня.

### Машини на базата на Leopard 2
- Bergepanzer 3 Buffel – бронирана ремонтно-евакуационна машина.
- Bergingstank 600 kN Bueffel – бронирана ремонтно-евакуациона машина на холандската армия.
- Buffel OE – бронирани ремонтно-евакуациона машини на холандската армия, купени от Австрия.
- Leopard 2 Fahrschulpanzer – учебна версия за механик-водачи на Бундесвера.
- Leopard 2 Doorbraaktank – бронирана инженерна машина, съоръжена с булдозерно гребло, сменяем ескаваторен кош и съоръжения за изкопаване на ровове на холандската армия.
- Самоходна зенитна установка Leopard 2 MarksmanLeopard 2 Marksman – зенитна самоходна установка Marksman, разработена от Маркони (Marconi Electronic Systems) с ходова част на Leopard2A4 и две 35-mm зенитни оръдия на швейцарската фирма Ерликон (Oerlikon), на въоръжение във финландската армия от 2016 г.
- Leopard 2 L – мостопоставячи на основата на Leopard 2A4, произведени за финландската армия от фирмата Patria.
- Leopard 2R – инженерни машини за откриване и унищожаване на мини на основата на 2A4, произведени за финландската армия от фирмата Patria.
- Leopardo 2E Escuela – учебна версия за механик-водачи на испанската армия.
- Leopardo 2ER – бронирана ремонтно-евакуациона машина на испанската армия.

- Panzerschnellbrücke 2 Leguan – мостопоставяч.
- Pionierpanzer 3 Kodiak – бронирана инженерна машина, съоръжена с булдозерно гребло, сменяем ескаваторен кош и съоръжения за изкопаване на ровове.

### Експериментални машини
- EGS известен и като Kasematt Panzer – експериментална машина за екипаж от двама души.
- Leopard 2-II известен и като KVT (KomponentenVersuchsTräger) – разработка за тестване на компоненти за новата версия Leopard 2А5.
- Leopard 2 – 140 – версия, въоръжена със 140-mm гладкостволно оръдие.
- Vickers Mark 7 – британска разработка от края на 80-те за нов основен боен танк с корпус на Leopard 2.

- VT-1 и VT-2 (Versuchsträger 1), среща се и като Leopard 3 – експериментална безкуполна машина с корпуса на MBT-70 и въоръжена с две 105-mm нарезни или две 120-mm гладкостволни оръдия, разработена от MaK.
- VT-2000 (Versuchsträger 2000) – експериментална машина с корпуса на Leopard 2, за тестване възможностите да се създаде танк с екипаж от двама души.[13]
- Vergoldeter Leopard (Keiler) – опитна машина на Порше, която по-късно става основа за разработката на Leopard 2.

## Бойно използване
По време на Студената война танкът не влиза в реални бойни действия. След 1990 г. е използван в мироопазващи операции

### Мисия на KFOR в Косово
Въпреки противоречивите реакции германският корпус включва в състава си и танкове Leopard 2A4 и Leopard 2A5. Макар и патрулиращите части да са въвлечени в улична престрелка, танковете не участват в реално сражение.

### Мисия на IFOR/SFOR в Босна и Херцеговина
Холандският мироопазващ контингент в Босна и Херцеговина използва танкове Leopard 2A4 и Leopard 2A5, без да се налага използването им в бойни условия.

### Мисия ISAF/OEF в Афганистан
В мисията участват канадски и датски танкове Leopard 2. Канадските Leopard 2A6M през август 2007 г., а на 2 ноември един танк е улучен от самоделна ракета, но екипажът няма поражения, а машината бързо е ремонтирана и върната в строя. Талибаните устройват още няколко засади на канадски танкове, но не нанасят сериозни повреди по машините.
Датските танкове Leopard 2A5 DK са доставени в южен Афганистан през октомври 2007 г. През януари 2008 г. оказват огнева поддръжка на датски и британски войници, а през февруари взривно устройство поврежда веригата на един танк. На 25 юли 2008 е първата сериозна среща на датските танкове с талибаните – тогава при засада самоделна ракета поврежда танка, при което механик-водачът получава сериозни наранявания, от които умира по-късно в болницата. По време на атаката е улучен и втори танк, но екипажът му остава невредим. През 2008 г. датските танкове отново оказват огнева поддръжка на британски части при операция Sond Chara.

### Гражданска война в Сирия
Турската армия се намесва в гражданската война в Сирия от 24 август 2016 г., когато започва операцията „Щитът на Ефрат“ (тур. Fırat Kalkanı Harekâtı), завършила на 29 март 2017 г. Сухопътните части са подкрепени първоначално от танкове М60А3, М60 Sabra, а през декември и от батальон – 43 танка, Леопард 2А4 TR от Втора бронетанкова бригада към Трети корпус на Първа армия, базирана в Истанбул. Същата бригада преди това е участвала при неуспешния опит за преврат в Турция на 15 и 16 юли 2016 г. При обсадата на северния сирийски град Ал Баб бойците от Ислямска държава публикуват в средата на декември 2016 г. видео и фото материали като доказателство, че са улучили с ПТУР (вероятно руски 9M111 „Фагот“, 9M113 „Конкурс“ или 9M133 „Корнет“) 3 танка Леопард 2, а на 22 декември – фотоси с два пленени Леопард 2. Пленените танкове по-късно са унищожени от турската авиация и от самите бойци на Ислямска държава. През февруари 2017 г. изтича информация от турските въоръжени сили, че са загубили 10 танка, като независимо разследване по сателитни снимки успява да потвърди за загубата на 8 от тях.
На 20 януари 2018 г. Турция започва операция „Маслинова клонка“ (тур. Zeytin Dalı Harekâtı), насочена срещу кюрдските „Отряди за народна самоотбрана“ (YPG), които турската страна смята за клон на забранената Кюрдска работническа партия (PKK). В операцията сухопътните сили, навлезли в Сирия на 21 януари, са подкрепени и танкове Леопард 2А4. На 3 февруари 2018 г. турските въоръжени сили потвърждават загубата на 1 танк, унищожен с ПТУР, изстрелян от кюрдските отряди.

## Оператори
- Австрия – 114 Leopard 2A4 (88 на служба и 26 в резерв), закупени от Холандия. Плановете за реформи в армията предвиждат само 28 машини да останат на активна служба (2 танкови роти).[23]
- Германия – 350 Leopard 2A6 по състояние от 2012 г. Общо Бундесверът е притежавал 2350 машини от всички модификации, но след края на Студената война по-голямата част са продадени на приятелски държави.[24] Във връзка със събитията в Украйна през април 2015 г. Бундесверът реши да върне на служба 100 танка Leopard 2A4, които да бъдат модернизирани до ниво 2A6 или 2А7+, като танкове на служба да нараснат от планираните 225 до 328[25]. В началото на 2023 г. Германия дари на Украйна 18 танка Leopard 2A6, а през май същата година правителството потвърди закупуването на 18 танка от най-новата версия Leopard 2A8 с опция за допълнителна поръчка от 105 танка[26].
- Гърция – 351, от които 170 Leopard 2A6HEL, построени в Гърция и 181 Leopard 2A4GR, доставени от Германия.[27]
- Дания – 64, от които 57 танка 2А5DK (но с ниво на защита 2А6) и 7 танка 2A4 DK.[28]
- Индонезия – 103 допълнително модернизирани Leopard 2A4 от Германия.[29]
- Испания – 327, от които 108 Leopard 2A4, доставени от Германия и 219 Leopardo 2 E – испански вариант на Leopard 2A6.[30]
- Канада – 60, от които 20 2A6M CAN и 40 2A4M CAN.[31]
- Норвегия – 52 Leopard 2A4NO, закупени от Холандия.[32] Правителството предвижда след 2015 г. модернизация на 46 машини с нова броня, средства за наблюдение, климатична инсталация и др.[33]
- Полша – 247 машини, от които142 Leopard 2 2A4 и 105 Leopard 2 2A5, доставени от излишъците на Бундесвера. Предвижда се съвместна германско-полска модернизация на съществуващите танкове, както и доставката на 2 машини за обучение на механик-водачи.
- Португалия – 37 Leopard 2A6, доставени от Холандия.[34]
- Сингапур – 96 Leopard 2A4, доставени от Германия. Част от танковете ще бъдат модерницирани като Leopard 2SG с нова композитна броня от IBD Deisenroth Engineering и ST Kinetics[35]
- Турция – 344 Leopard 2A4 TR. Доставени втора ръка от Германия след допълнителна модернизация. Предвижда се модернизирането им от турската фирма Aselsan до ниво 2A6.[36]
- Унгария – на 19 декември 2018 г. е подписан договор между унгарското Министерство на отбраната и Krauss-Maffei Wegmann на стойност 565 милиона евро за доставка на 44 нови танка Leopard 2A7+ и 12 Leopard 2A4 втора ръка за учебно-тренировъчни цели, както и 24 нови 152-mm самоходни гаубици PzH2000. Танковете ще бъдат доставени между 2021 и 2025 г.[37][38]
- Финландия – 100 Leopard 2A4 FIN[39]. През януари 2014 г. е сключен договор с Холандия за закупуване на още 100 танка Leopard 2A6, който трябва да започнат да се доставят в периода 2015 – 2019 г.[40]
- Швейцария – 344 Leopard 2А4 (Pz-87 Leo). От тях 35 за купени от Германия, останалите са произведени под лиценз в Швейцария.[41]
- Швеция – 280 машини, от които 120 Leopard 2A5, произвеждани по лиценз – Strv 122, и 160 Leopard 2A4 (Strv 121), които през 2013 г. са свалени от въоръжение и върнати на Германия.[42]
- Чили – 140 модернизирани Leopard 2 A4 CHL, доставени от излишъците на Германия.[43] Правителството води преговори за закупуването на още 100 танка Leopard 2 A5.[44]

## Галерия
- Леопард 2 A4 от полската армия, 16 септември 2002 година
- Леопард 2 A6 HEL от Гръцката армия, 28 октомври 2010 година
- Леопард 2 A4 от австрийската армия
- Леопард 2 A5
- Леопард 2 A6M от германската армия, 16 юли 2005 г.